# Алью Фадера
Алью Фадера (англ. Alieu Fadera, нар. 3 листопада 2001, Бакау) — гамбійський футболіст, півзахисник італійського клубу «Комо».
Виступав, зокрема, за клуби «Погроньє», «Зюлте-Варегем» та «Генк», а також національну збірну Гамбії.

## Клубна кар'єра
У дорослому футболі дебютував виступами за команду «Реал де Банжул». 
Своєю грою за цю команду привернув увагу представників тренерського штабу клубу «Погроньє», до складу якого приєднався 2020 року. Відіграв за команду зі Ж'яра-над-Гроном наступний сезон своєї ігрової кар'єри. Більшість часу, проведеного у складі «Погронья», був основним гравцем команди.
У 2021 році уклав контракт з клубом «Зюлте-Варегем», у складі якого провів наступні два роки своєї кар'єри гравця.  Граючи у складі «Зюлте-Варегем» також здебільшого виходив на поле в основному складі команди.
До складу клубу «Генк» приєднався 2023 року.
У серпні 2024 року перейшов у клуб «Комо», який щойно підвищився до Серії A.

## Виступи за збірну
У 2022 році дебютував в офіційних матчах у складі національної збірної Гамбії.
| Дата       | Місто        | Господарі         | Результат | Гості               | Турнір                                        | Голи | Примітки |
| ---------- | ------------ | ----------------- | --------- | ------------------- | --------------------------------------------- | ---- | -------- |
| 20-11-2022 | Аксу         | Гвінея-Бісау      | 0 – 0     | Гамбія              | товариський матч                              | -    |          |
| 28-3-2023  | Касабланка   | Гамбія            | 1 – 0     | Малі                | Відбір до Кубка африканських націй 2023       | -    | 46'      |
| 16-11-2023 | Дар-ес-Салам | Бурунді           | 3 – 2     | Гамбія              | Відбір до ЧС 2026                             | -    | 81'      |
| 20-11-2023 | Дар-ес-Салам | Гамбія            | 0 – 2     | Кот-д'Івуар         | Відбір до ЧС 2026                             | -    | 81'      |
| 15-1-2024  | Ямусукро     | Сенегал           | 3 – 0     | Гамбія              | Кубок африканських націй 2023 - груповий етап | -    | 75'      |
| 19-1-2024  | Ямусукро     | Гвінея            | 1 – 0     | Гамбія              | Кубок африканських націй 2023 - груповий етап | -    | 62'      |
| 23-1-2024  | Буаке        | Гамбія            | 2 – 3     | Камерун             | Кубок африканських націй 2023 - груповий етап | -    | 69' 89'  |
| 8-6-2024   | Беркан       | Гамбія            | 5 – 1     | Сейшельські Острови | Відбір до ЧС 2026                             | -    | 87'      |
| 11-6-2024  | Франсвіль    | Габон             | 3 – 2     | Гамбія              | Відбір до ЧС 2026                             | -    | 59'      |
| 4-9-2024   | Ель-Джадіда  | Коморські Острови | 1 – 1     | Гамбія              | Відбір до Кубка африканських націй 2025       | -    | 65'      |
| 8-9-2024   | Ель-Джадіда  | Гамбія            | 1 – 2     | Туніс               | Відбір до Кубка африканських націй 2025       | -    | 71'      |
| Усього     |              | Матчів            | 11        |                     | Голів                                         | 0    |          |